# Parc d'État de Gooseberry Falls
Le Parc d'État de Gooseberry Falls (en anglais : Gooseberry Falls State Park) est une réserve naturelle située dans l'État du Minnesota, aux États-Unis. Il se trouve sur la rive nord du lac Supérieur.
Cette aire protégée abrite un district historique inscrit au Registre national des lieux historiques depuis le 25 octobre 1989, les Gooseberry Falls State Park CCC/WPA/Rustic Style Historic Resources.